# Memecylon kunstleri
Memecylon kunstleri là một loài thực vật thuộc họ Melastomataceae. Đây là loài đặc hữu của Malaysia. Chúng hiện đang bị đe dọa vì mất môi trường sống.